# Karolina Batożyńska
Karolina Batożyńska (* 26. September 1993 in Warschau) ist eine polnische Biathletin.
Karolina Batożyńska ist Studentin. Sie lebt und trainiert in ihrer Geburtsstadt Warschau. 2007 begann die Athletin von BKS WP-Koscielisko mit dem Biathlonsport, seit 2010 gehört sie zum polnischen Nationalkader. Sie wird von Adam Kolodziejzyk trainiert.
Batożyńska gab ihr internationales Debüt 2010 in Nové Město na Moravě im Rahmen der Juniorenrennen des IBU-Sommercups. Wenig später nahm sie an den Juniorenrennen der Sommerbiathlon-Weltmeisterschaften 2010 in Duszniki-Zdrój teil und wurde 26. des Sprints und 31. der Verfolgung. Es folgten die Biathlon-Juniorenweltmeisterschaften 2011 in Nové Město na Moravě, wo die Polin 53. des Einzels, 49. des Sprints, 37. der Verfolgung und Elfte mit der Staffel wurde. An selber Stelle konnte sie im weiteren Jahresverlauf bei den Juniorenrennen der Sommerbiathlon-Weltmeisterschaften 2011 34. des Sprints und 27. der Verfolgung auf Skirollern werden. 2012 startete sie zunächst bei den Juniorinnenrennen der Europameisterschaften in Osrblie und wurde 34. des Einzels, 27. des Sprints, 26. der Verfolgung und 12. in der Mixed-Staffel. Es folgten die Biathlon-Juniorenweltmeisterschaften 2012 in Kontiolahti, bei denen sie 44. des Sprints, 32. der Verfolgung, Zehnte des Einzels und mit Maria Bukowska und Monika Hojnisz Siebte im Staffelrennen. Ein Jahr später wurde sie in Obertilliach 45. des Einzels, 50. des Sprints, 47. des Verfolgungsrennens und 12. mit der polnischen Staffel.
Bei den Frauen debütierte Batożyńska zum Auftakt der Saison 2012/13 im IBU-Cup, beendete jedoch in Idre ihr Sprintrennen schon vor dem ersten Schießen. In Beitostølen erreichte sie als 66. eines Einzels erstmals das Ziel, es ist zudem ihr bislang bestes Resultat in der Rennserie.
Ihren größten nationalen Erfolg erreichte Batożyńska Ende Dezember bei den ersten Rennen zu den Polnischen Biathlon-Meisterschaften 2013 in Jakuszyce. Im Verfolgungsrennen wurde sie Neunte, das Staffelrennen gewann sie an der Seite von Krystyna Pałka, Patrycja Hojnisz und Paulina Bobak als Vertretung des AZS AWF Katowice.